# Colletotrichum acutatum
Colletotrichum acutatum är en svampart som beskrevs av J.H. Simmonds 1968. Colletotrichum acutatum ingår i släktet Colletotrichum och familjen Glomerellaceae.

## Underarter
Arten delas in i följande underarter:
- pineum
- hakeae

## Källor

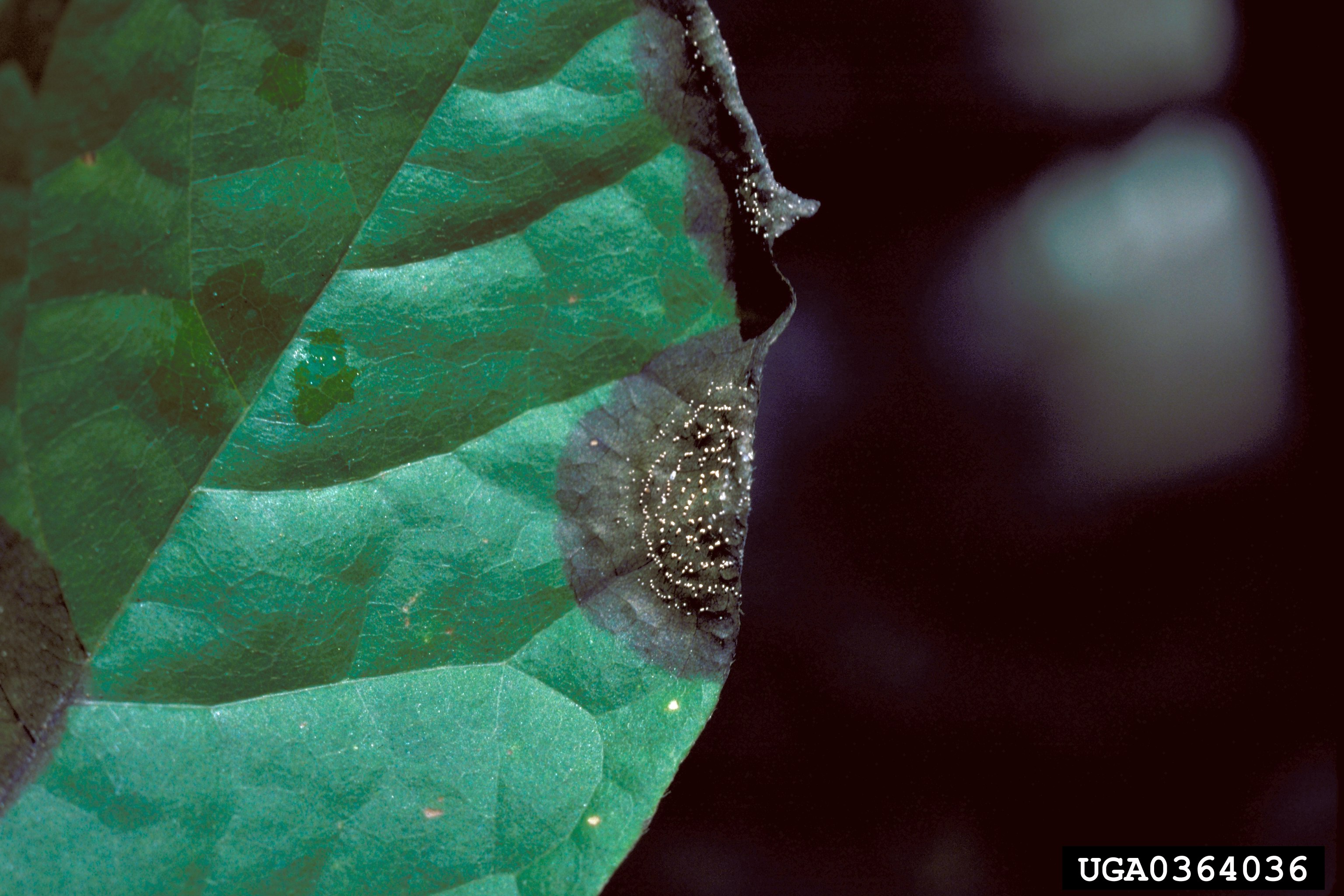
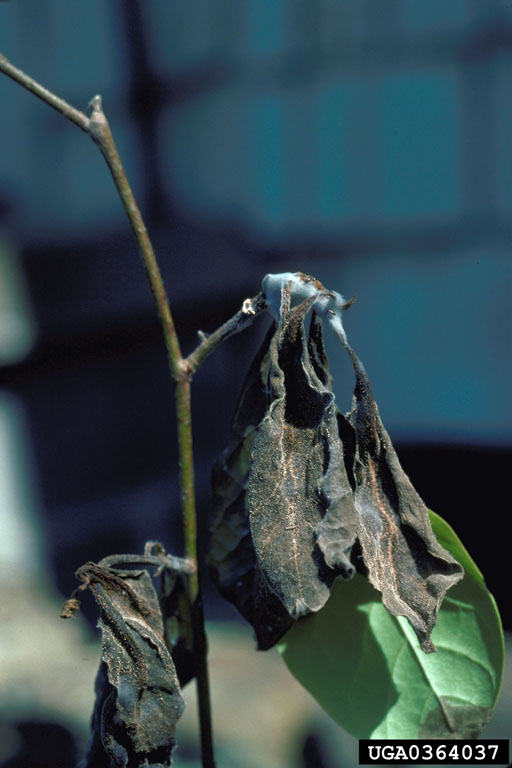